# Hug V d'Empúries
Hug V d'Empúries (ca. 1240 - 1277) fou un noble català, comte d'Empúries (1269-1277) i vescomte de Bas (1262-1277).
Era fill de Ponç IV d'Empúries i la seva segona muller, Teresa Fernández de Lara, el va succeir al comtat d'Empúries a la seva mort el 1269.

## Núpcies i descendents
Es casà el 1261 amb Sibil·la de Palau, vescomtessa de Bas, filla de Simó de Palau i Gueraua d'Anglesola, incorporant el vescomtat als dominis d'Empúries. D'aquest matrimoni en nasqueren dos fills:
- l'infant Ponç V d'Empúries (v 1264-1313), comte d'Empúries
- l'infant Ramon d'Empúries, vescomte de Bas i prior de l'Orde de Sant Joan de Jerusalem

Tingué un fill natural:
- l'infant Hug V de Bas (?-1335), vescomte de Bas i comte d'Squillace.

## Vida política
Ajudà al comte-rei Jaume I el Conqueridor en la campanya a Múrcia els anys 1265 i 1266. Va fer nombroses donacions al monestir d'Amer i va obtenir del vescomte de Rocabertí el domini sobre diverses viles. A partir de 1270 Hug trencà relacions amb el comte-rei participant en la rebel·lió nobiliar que saquejà Figueres el 1274 i hostilitzà Girona. Les tropes reials, però, van entrar al comtat i l'obligaren a rendir-se el 1275. En els últims anys del seu regnat aconseguí de nou la benvolença del comte-rei, així com de l'infant Pere.